# Europese weg 36
De Europese weg 36 of E36 is een Europese weg die loopt van Berlijn in Duitsland naar knooppunt Krzyżowa in Polen. De E36 gaat hier op in de Poolse A4 (E40). De weg is in totaal 262 km lang.

## Plaatsen langs de E36
Duitsland
- Berlijn
- Lübbenau
- Cottbus
- Forst

Polen
- Olszyna
- Krzyżowa